# 天草市立金焼小学校
天草市立金焼小学校（あまくさしりつ かねやきしょうがっこう）とは、かつて熊本県天草市に存在した小学校。

## 沿革
- 1875年（明治8年）3月 - 下浦小学校分教場として字石場に設置
- 1885年（明治18年）2月 - 石場分教場、金焼に移転
- 1897年（明治30年）7月 - 金焼分教場を字荒田に移転
- 1941年（昭和16年）4月1日 - 国民学校令公布により、下浦国民学校金焼分校となる
- 1947年（昭和22年）4月 - 学制改革により、下浦村立下浦小学校金焼分校となる
- 1948年（昭和23年）5月 - 下浦小学校から独立し、下浦村立下浦第二小学校となる
- 1954年（昭和29年）- 本渡市立下浦第二小学校となる
- 1967年（昭和42年）4月 - 本渡市立金焼小学校となる
- 2006年（平成18年）3月 - 天草市立金焼小学校となる
- 2012年（平成24年）3月 - 天草市立下浦第一小学校と統合し、本渡東小学校となる。

## 学校周辺
- 八代海
- 栖本湾